# Malawische Badmintonmeisterschaft
Malawische Badmintonmeisterschaften werden zur Ermittlung der nationalen Titelträger von Malawi im Badminton seit 1970 ausgetragen.

## Titelträger
| Saison    | Herreneinzel    | Dameneinzel   | Herrendoppel                  | Damendoppel                   | Mixed                             |
| --------- | --------------- | ------------- | ----------------------------- | ----------------------------- | --------------------------------- |
| 1970      | Santokh Singh   | Susan Venter  | Santokh Singh Chander Pillai  | Ann Robson Jennifer Aitken    | Santokh Singh Kitty Survarna      |
| 1971      | Leo Henriod     | Julie Coombes | Santokh Singh Chander Pillai  | Nora Neale Edna Grant         | Santokh Singh Kitty Survarna      |
| 1972      | Santokh Singh   | Megan Gray    | Santokh Singh Chander Pillai  | Ollie Smeltzer Gillian Rowley | Santokh Singh Jennifer Aitken     |
| 1973      | Gabriel Louzado | Megan Gray    | Gabriel Louzado Felix Pereira | Paulinde de Sousa Zebu Kassam | Braham Bhanotte Paulinde de Sousa |
| 1974 2024 | keine Daten     | keine Daten   | keine Daten                   | keine Daten                   | keine Daten                       |